# Píleo

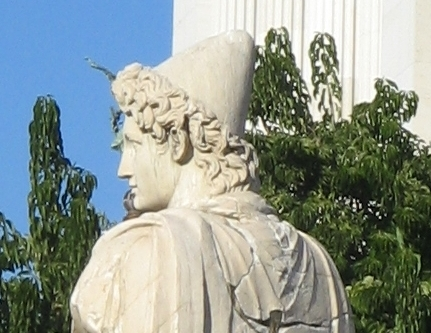
El píleo identifica particularmente a los Dioscuros (aquí en una estatua colosal de la Antigüedad tardía en el Campidoglio, Roma).

El píleo (del latín pileus pilleus o pilleum) era en la antigua Grecia (donde era llamado πῖλος) y en la Antigua Roma un sombrero de fieltro, en parte similar a un fez. El pilleolus era un sombrero más pequeño similar a un solideo.
El píleo estaba especialmente asociado con la manumisión del esclavo que lo llevaba a partir de su liberación. En las provincias occidentales del Imperio romano vino a significar el logro de la libertad. Con frecuencia se le ha confundido con el gorro frigio, que con el tiempo resultó siendo asociado como símbolo de libertad, especialmente en los siglos XVIII y XIX, en los que aparecía frecuentemente en estatuas y motivos héraldicos, siendo conocido como gorro de la libertad, o gorro frigio.

## Historia

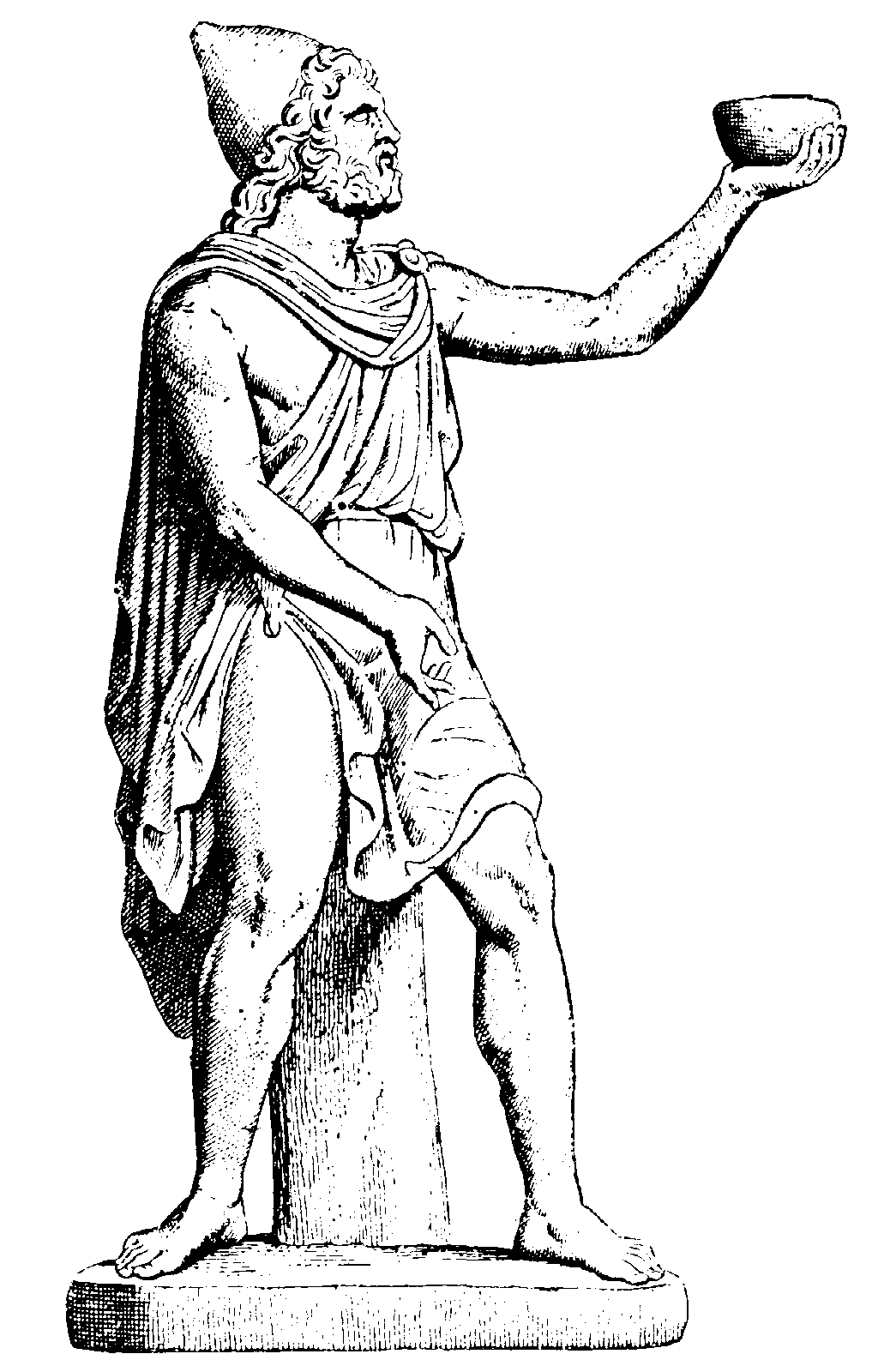
Odiseo con un píleo, un exomis y una clámide.

### Antigua Grecia
El pilos (griego antiguo πῖλος, fieltro) era un sombrero de viaje, común en la antigua Grecia. El pílos era la versión sin alas del pétaso. Podía estar fabricado en fieltro o cuero. Los píleos servían para identificar muchas veces a los Dioscuros, Cástor y Pólux en esculturas, bajorrelieves y pinturas de vasos; sus gorros fueron descritos ya en la antigüedad como los restos de los huevos de los que nacieron. Los píleos aparecen también en figuras votivas de chicos en el santuario de los Cabiros en Tebas, el Kabeirion. En tiempos de guerra el ‘píleo’ era también utilizado por la infantería ligera peltasta, junto con el exomis. Los hoplitas lo llevaban en ocasiones bajo el casco, pero antes del siglo V a. C. generalmente preferían no llevar casco junto al gorro por razones de movilidad. El casco píleo se fabricaba con la misma forma que el gorro original. Probablemente procedentes de Laconia, estaban hechos de bronce. El casco píleo fue extensivamente adoptado por el ejército espartano en el siglo V a. C., y utilizado por la infantería espartana hasta el final de la Antigüedad clásica.

### Antigua Roma
En la Antigua Roma, los esclavos podían ser liberados por el dueño en una ceremonia que incluía la colocación del ‘’píleo’’ sobre la cabeza del hasta entonces esclavo. Esta era una forma extra-legal de manumisión (‘’manumissio minus iusta’’) considerada menos ‘’legal’’ que la manumission frente a una corte de justicia.
Según un diccionario del siglo XIX:

Entre los romanos el sombrero de fieltro era el emblema de la libertad. Cuando un esclavo obtenía la libertad se le afeitaba la cabeza y portaba sobre esta un píleo sin teñir. De ahí procede la frase servos ad pileum vocare que es un llamamiento a la libertad, por la cual muchas veces los esclavos eran llamados a las armas bajo promesa de libertad. La figuración de la Libertad en algunas monedas del emperador Antonino Pío, acuñadas en el 145 a. C., llevan este gorro en la mano derecha.
A Dictionary of Greek and Roman Antiquities